# Schildknaap
Een schildknaap of kort knaap (Frans:  écuyer) is een (adellijke) jongeman in dienst van een ridder.
Aanvankelijk was de knapentitel vooral het instapniveau voor jonge leerling-ridders. In de loop van de dertiende eeuw verwierven de knapen een vaste plaats binnen de militaire hiërachie. Het waren licht bewapende ruiters of infanteristen die tot het gevolg van een gepantserde ruiter of ridder hoorden. Ze verschilden in uitrusting en strijdwijze niet veel van ridders, maar ze vormden een lagere rang .    

## Page
Iedere schildknaap begon als page (ruwweg vanaf het zevende tot het veertiende, vijftiende levensjaar). Knapen stamden vaak uit riddergeslachten, een gedeelte was afkomstig uit stedelijke burgerij. Hun vaders brachten hun zonen naar een bevriende heer om zorg te dragen voor de opvoeding. Een page was een persoonlijk dienaar van een ridder. De werkzaamheden van een page bestonden uit alle voorkomende klusjes die de ridder hem opdroeg. Dit kon betekenen dat de page eten moest bereiden, verantwoordelijk was voor het onderhouden van de uitrusting, het verzorgen van de paarden en het overige vee en onder andere het nachtleger in gereedheid moest brengen. Tijdens de periode dat de jongen page was, leerde hij met name de juiste omgangsvormen (hoffelijkheid, eer, moed, trouw) in de ridderlijke wereld.

## Schildknaap
Als een page in de ogen van de heer blijk gaf over de juiste kwaliteiten te beschikken en lichamelijk sterk genoeg was, werd hij schildknaap. Een schildknaap diende een ridder en vergezelde hem altijd, ook tijdens veldslagen. Hiernaast droeg hij zijn schild, vandaar de naam schildknaap. Een schildknaap kon ook meerdere ridders dienen omdat niet elke ridder een knaap kon onderhouden. Belangrijke heren beschikten vaak over een ridder als schildknaap.
De werkzaamheden van een schildknaap bestonden vooral uit het verzorgen van de uitrusting van de heer en het verzorgen van diens paarden en honden, het verzorgen van wonden en het voorbereiden en aanwezig zijn bij de jacht. Daarnaast leerde hij de krijgskunst, worstelen, omgaan met wapens en kreeg de schildknaap (gezamenlijk met andere schildknapen) een uitvoerige fysieke training. Wanneer de schildknaap zichzelf in de strijd of op een toernooi bewezen had, verleende de heer hem de ridderslag. Dit was overigens geen verheffing in de adelstand maar het bewijs over de juiste (ridderlijke) eigenschappen te beschikken. Omdat de ridders zelf voor hun uitrusting en dienaren moesten zorgen moesten minder vermogenden vaak levenslang schildknapen blijven.